# Pflanzenwespen
Die Pflanzenwespen oder Sägewespen (Symphyta) sind eine der beiden traditionellen Unterordnungen der Hautflügler (Hymenoptera) mit rund 9000 bekannten Arten. Im Gegensatz zu den weit artenreicheren Taillenwespen (Apocrita) verfügen sie nicht über den Hinterleibseinschnitt, die „Wespentaille“. Die Pflanzenwespen bilden jedoch keine natürliche Verwandtschaftsgruppe (Klade), sondern eine paraphyletische Zusammenfassung der urtümlicheren Hautflügler. Sie sind überwiegend Pflanzen- oder Nektarfresser; nur die knapp 90 Arten der Familie Orussidae entwickeln sich als Parasitoide von Larven anderer Insektenarten. Die Orussidae stellen die Schwestergruppe der Taillenwespen dar und lassen sich als evolutionäres Bindeglied zwischen den Unterordnungen ansehen.
Die Larven leben meist auf Pflanzen und ähneln den Schmetterlingsraupen, man nennt sie auch „Afterraupen“. Die zahlreichen Arten der Pflanzenwespen sind vor allem in den gemäßigten Klimaregionen beheimatet. In Mitteleuropa kommen etwa 800 Arten der Pflanzenwespen vor; zu ihnen zählen zahlreiche als Schädlinge eingestufte Arten.
Die meisten Pflanzenwespen sind an bestimmte Wirtspflanzen gebunden. Insbesondere die Ablage der Eier erfolgt bei der Mehrzahl der Arten in das Pflanzengewebe.

## Systematische Übersicht
Zu den Pflanzenwespen gehören folgende Familien:
- Blattwespenartige (Tenthredinoidea)
  - Echte Blattwespen (Tenthredinidae)
  - Buschhornblattwespen (Diprionidae)
  - Bürstenhornblattwespen (Argidae)
  - Keulhornblattwespen (Cimbicidae)
  - Blasticotomidae
  - Pergidae
- Gespinstblattwespenartige (Pamphilioidea)
  - Gespinstblattwespen (Pamphiliidae)
  - Megalodontesidae
- Halmwespenartige (Cephoidea)
  - Halmwespen (Cephidae)
- Holzwespenartige (Siricoidea)
  - Holzwespen (Siricidae)
  - Anaxyelidae
- Orussoidea
  - Orussidae
- Xyeloidea
  - Xyelidae
- Xiphydrioidea
  - Schwertwespen (Xiphydriidae)